# Ley de Gobierno Local de 1972
La Ley de Gobierno Local de 1972 (en inglés Local Government Act 1972) es una ley del Parlamento del Reino Unido que reformó el gobierno local en Inglaterra y Gales a partir del 1 de abril de 1974.
Su diseño de dos niveles, que consta de los ayuntamientos de los condados metropolitanos y no metropolitanos y de los ayuntamientos de los distritos, aún sigue siendo utilizado en extensas áreas de Inglaterra. A pesar de que los ayuntamientos de los condados no metropolitanos fueron abolidos en 1986, fueron reemplazados por autoridades unitarias en muchas zonas en los años 1990. En Gales, un diseño similar de condados y distritos fue instaurado, pero fue enteramente reemplazado por el sistema de autoridades unitarias. En Escocia, la Ley de Gobierno Local (Escocia) de 1973 impuso un sistema equivalente de regiones y distritos a partir de 1975; no obstante, fue reemplazado por el sistema de áreas del consejo unitario en 1996.
- Datos: Q1510461